# Казачок (посадочная платформа)

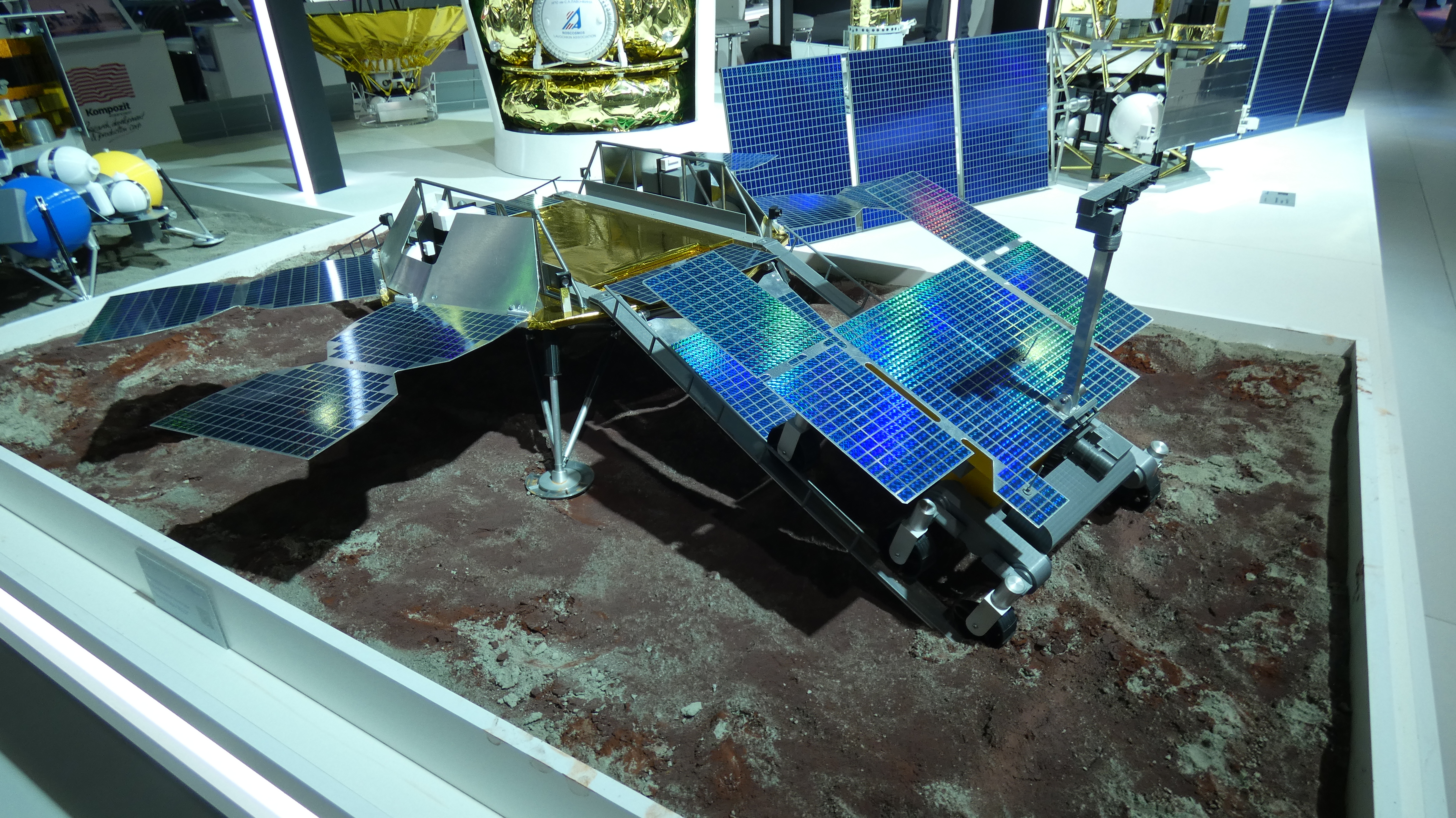
Макет миссии на аэрошоу МАКС-2021

Казачо́к — посадочная платформа госкорпорации «Роскосмос», на которой в рамках проекта «ЭкзоМарс» планировалось доставить на Марс марсоход Европейского космического агентства «Розалинд Франклин».
Планировалось, что «Роскосмос» предоставит ракету-носитель для запуска «ЭкзоМарс-2022», спускаемый аппарат и посадочную платформу.
Полезная нагрузка спускаемого аппарата: марсоход «Розалинд Франклин» и научные приборы на посадочной платформе. После посадки и съезда марсохода посадочная платформа должна была работать как автоматическая марсианская станция, получать снимки места посадки, проводить метеорологические измерения и исследовать атмосферу. Номинальная продолжительность работы — земной год.
17 марта 2022 года ЕКА заявило об отмене реализации совместного проекта. В ответ Роскосмос заявил что намерен самостоятельно запустить посадочную платформу, но уже без европейского марсохода.

## История
Космический аппарат планировалось запустить в 2018 году и посадить на Марс в начале 2019 года, но из-за задержек при выполнении работ европейскими и российскими промышленными подрядчиками и при осуществлении взаимных поставок научных приборов, дата старта была перенесена в июльское стартовое окно 2020 года.
12 марта 2020 года запуск был перенесён на август-сентябрь 2022 года, поскольку необходимо провести дополнительные испытания космического аппарата с доработанным оборудованием и с окончательной версией программного обеспечения.
17 марта 2022 года ЕКА приостановило реализацию совместной астробиологической программы ЕКА и «Роскосмоса» «ЭкзоМарс», в связи с чем запуск аппарата был перенесён, как минимум, до 2024 года. Российская сторона заявила, что запустит свою посадочную миссию к Марсу на «Ангаре», но ничего не упомянула о планах заменить европейский марсоход. Позднее в интервью Дмитрий Рогозин (на момент дачи интервью гендиректор Роскосмоса) заявил: «собственного марсохода у новой российской миссии не будет, так как в нем нет необходимости, а посадочная платформа сама по себе является самостоятельной научно-исследовательской станцией».
25 марта 2023 года Роскосмос договорился с ЕКА о возвращении посадочной платформы из Турина (Италия) в Россию. Перед транспортировкой с платформы будут сняты все научные приборы европейского производства.

## Научные приборы посадочной платформы
Масса посадочной платформы составляет 827,9 кг, включая 45 кг научных приборов:
- Набор камер для оценки окружающей среды на месте посадки (TSPP). Разработан в России.
- Блок электроники для сбора научных данных и управления научной аппаратурой (BIP). Разработан в России.
- Фурье-спектрометр для атмосферных исследований, включая регистрацию малых составляющих атмосферы (метан и т. д.), мониторинг температуры и аэрозолей, а также исследование минералогического состава поверхности (FAST). Разработан в России.
- нейтронный и гамма-спектрометр с блоком дозиметрии для исследования распределения воды в поверхностном слое грунта и элементного состава поверхности на глубине 0,5-1 м (ADRON-EM). Разработан в России.
- Многоканальный диодно-лазерный спектрометр для мониторинга химического и изотопного состава атмосферы (M-DLS). Разработан в России.
- Пассивный радиометр для измерения температуры поверхности до глубины 1 м (PAT-M). Разработан в России.
- «Пылевой комплекс» — комплекс приборов для исследования пыли вблизи поверхности, включающий ́ударный датчик и нефелометр, а также электростатический детектор (Dust Suite). Разработан в России.
- Сейсмометр СЭМ (SEM). Разработан в России. Главный исследователь: Анатолий Борисович Манукин (Институт космических исследований РАН, Россия). Прибор СЭМ это не только широкополосный сейсмометр, но и гравиметр-наклономер. Он способен записать полный спектр сейсмических сигналов — и марсотрясения, вызванные охлаждением литосферы, и сотрясения от метеоритных ударов. Благодаря высокой чувствительности сейсмометра к низким частотам появляется возможность регистрировать периоды собственных колебаний и поверхностные волны, генерируемые атмосферными процессами[13].
- Газовая хроматография-масс-спектрометрия для анализа атмосферного (MGAP). Разработан в России.

### Источник энергии
Солнечные батареи и аккумуляторы. Комплекс автоматики и стабилизации представляет собой электронный блок, в задачи которого входит обеспечение научной аппаратуры электрической энергией от первичных (солнечных батарей) и вторичных (аккумуляторных батарей) источников электропитания. Разработан и изготовлен компанией «Информационные спутниковые системы имени академика М. Ф. Решетнёва»
Ранее Россия изучала возможность использования радиоизотопных термоэлектрических генераторов (РИТЭГ) для питания научных приборов, а также радиоизотопных нагревателей для поддержания тепла в модулях на замерзшей марсианской поверхности.

## Выбор места посадки

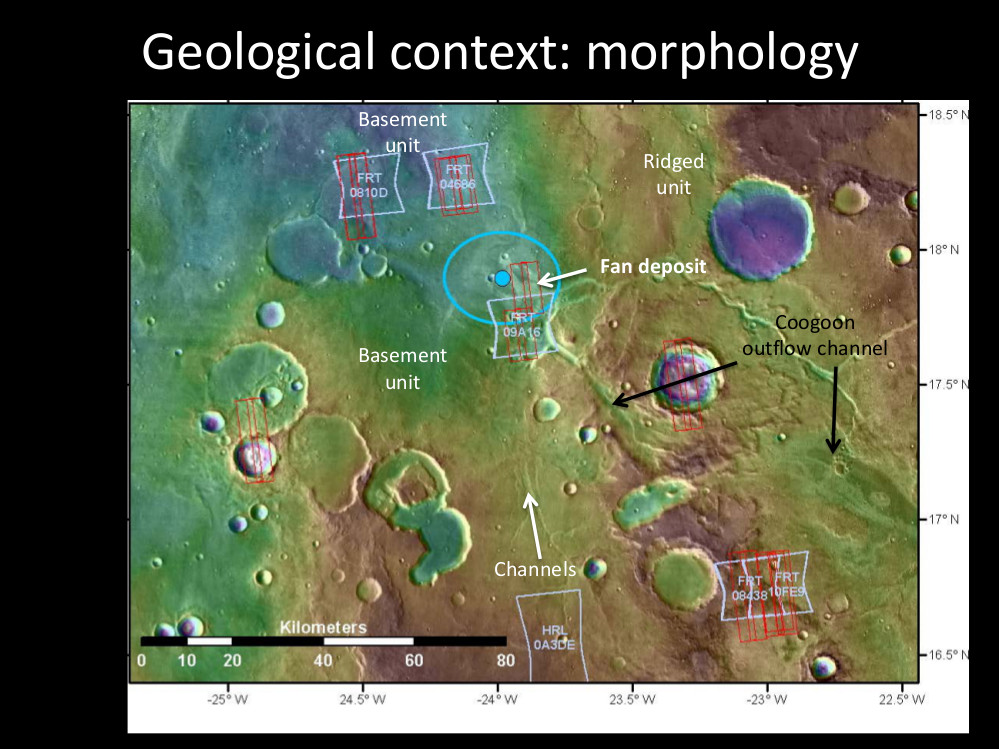
Oxia Planum — место близ экватора, выбранное ЕКА на основе биопоказаний и гладкости рельефа

После рассмотрения группой ЕКА, в октябре 2014 года был выбран короткий список из четырёх мест посадки. Именно они и были официально рекомендованы для дальнейшего детального анализа:
- Mawrth Vallis
- Oxia Planum
- Hypanis Vallis
- Aram Dorsum

21 октября 2015, в качестве предпочтительного места посадки для спускаемого аппарата «ЭкзоМарс», запускаемого в 2018 году, был выбран участок Oxia Planum. Однако, так как запуск был отложен до 2020 (а потом и до 2024) года, все ещё рассматриваются области Aram Dorsum и Mawrth Vallis.